# 暮弄蝶屬
暮弄蝶屬（學名：Burara）是弄蝶科豎翅弄蝶亞科中的一個屬，包含了14個物種，在中國記錄了10種；台灣1種；香港3種。分佈於東洋界和古北界。

## 種系發生
暮弄蝶屬曾視為鉤紋弄蝶屬（Bibasis）分類中一個種團級分類，今獨立成為一屬。兩屬的演化支為姊妹群，於2400萬年前各自演化。

## 習性
成蟲於黃昏和拂曉活動，飛行時間不到1小時，飛行迅速，飛行變向時會發出低沉的喀嚓聲。腐肉對雄蝶有引誘作用。

## 形態
成蟲中到大型。觸角短於前翅長的二分之一。前翅中室短於後緣，M1脈近頂端稍彎曲。後翅Cu1脈起點非常靠近M3脈起點，M2脈明顯，Rs脈起點靠近Cu2脈起點，遠距Cu1脈起點，中室短於翅寬的二分之一。雄性後足脛節有毛撮。很多種雄性有第二性徵。後翅外緣毛通常橘紅色或黃色。雄外生殖器的陽莖長。

## 寄主
幼蟲時期的寄主植物包括：
- 使君子科：風車藤屬
- 金虎尾科：飛鳶果屬
- 紫金牛科：酸藤子屬
- 五加科：鵝掌柴屬、刺通草屬、刺楸屬
- 肉豆蓋科：風吹楠屬
- 薑科：薑屬

## 物種
- 耳暮弄蝶 B. amara
- B. anadi
  - 歐斯暮弄蝶 B. a. owstoni
- 雕形暮弄蝶 B. aquilina
- 依特暮弄蝶 B. etelka
- 白暮弄蝶 B. gomata
- 褐暮弄蝶 B. harisa
- 橙翅暮弄蝶 B. jaina
- 大暮弄蝶 B. miracula
- B. nishiyamai
- 黑斑暮弄蝶 B. oedipodea
- B. phul
- 綠暮弄蝶 B. striata
- 大黑斑暮弄蝶 B. tuckeri
- 反緣暮弄蝶 B. vasutana

## 圖集

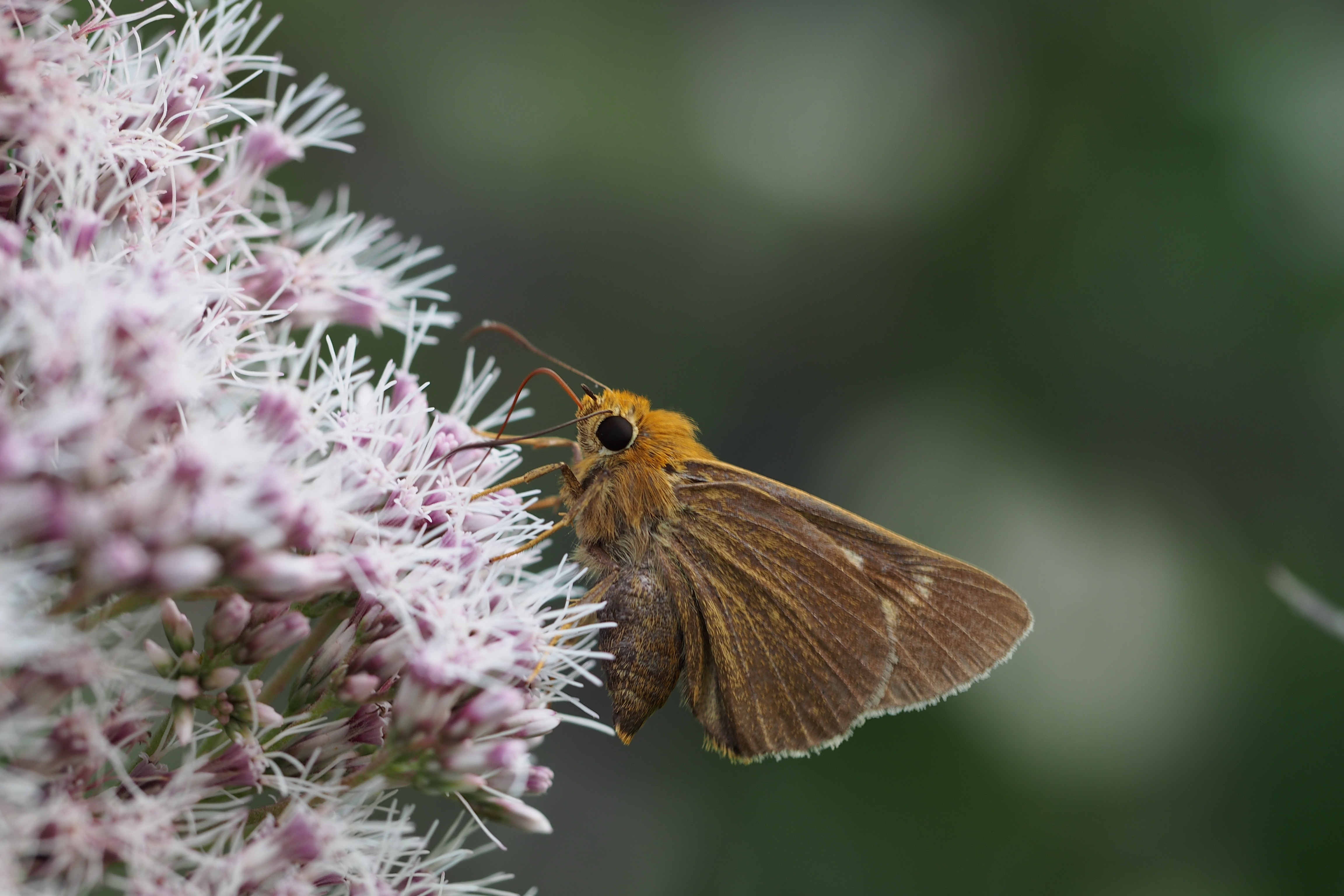
雕形暮弄蝶 B. aquilina
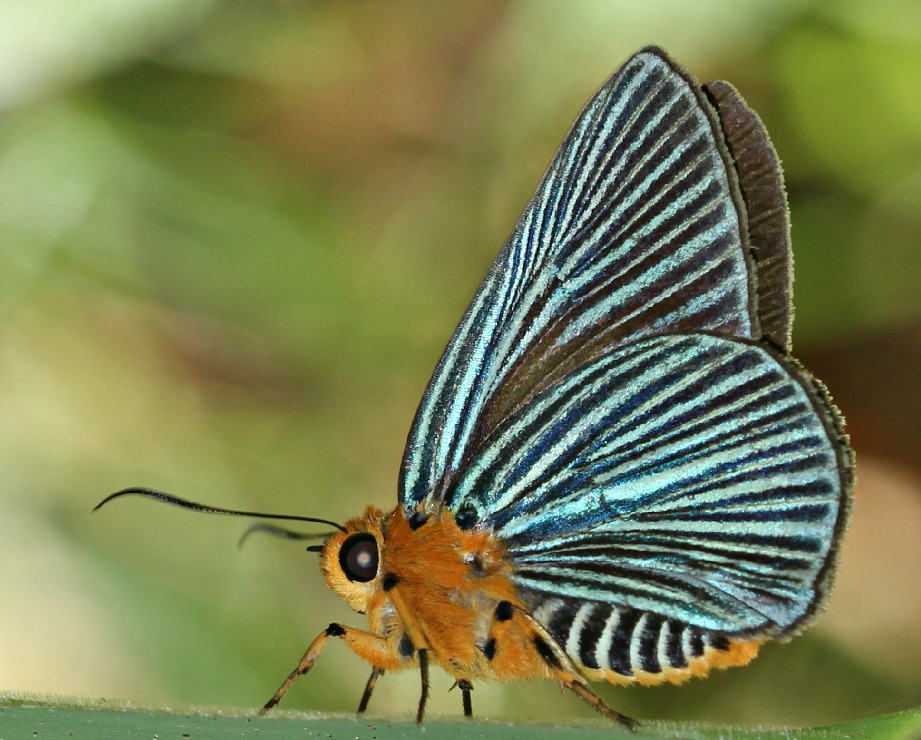
白暮弄蝶 B. gomata
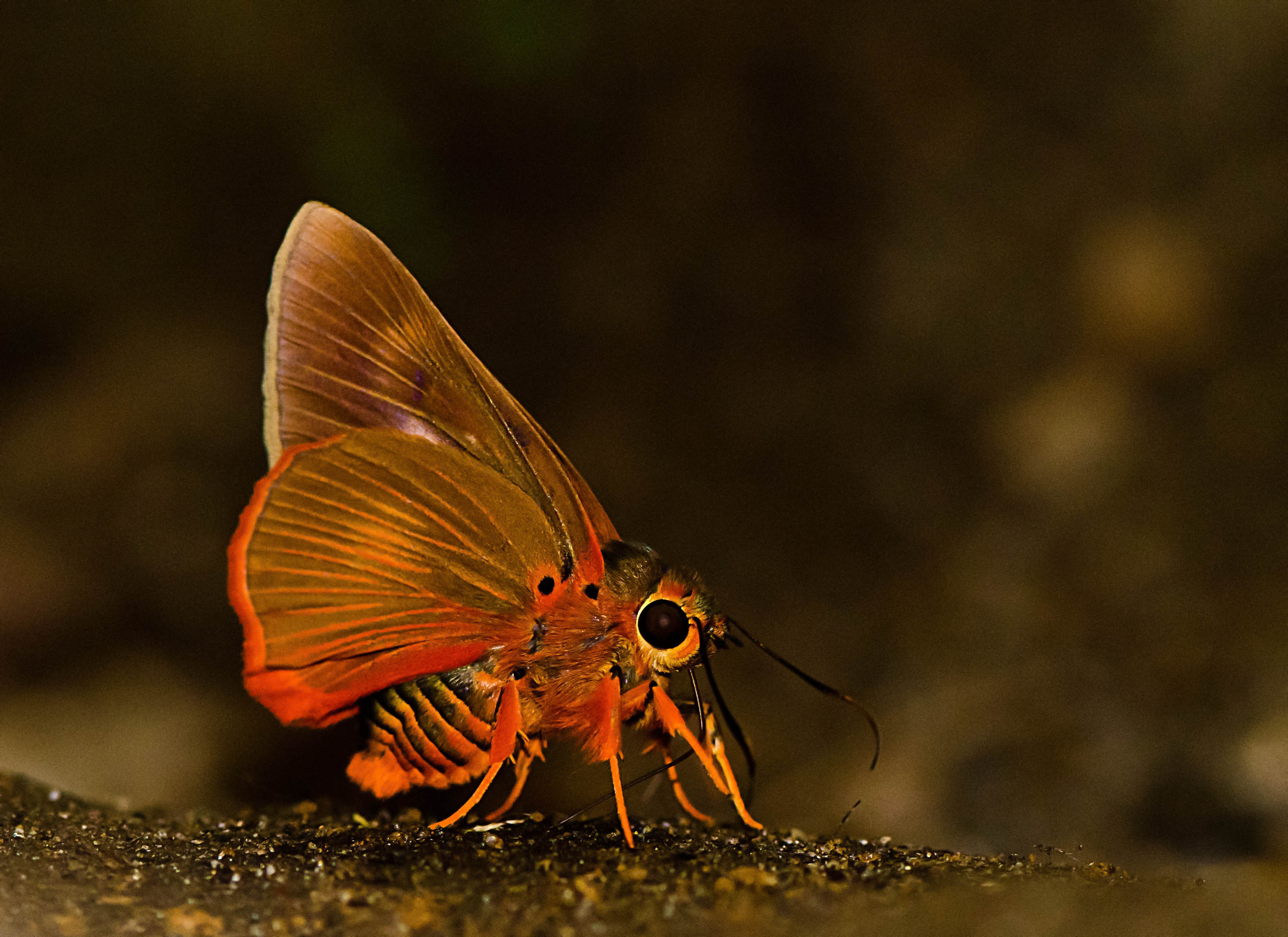
橙翅暮弄蝶 B. jaina

## 腳註
- 「弄蝶屬」一名在台灣是指Burara（其他中華地區稱暮弄蝶屬），在其他中華地區是指Bibasis（在台灣稱鉤紋弄蝶屬）。

## 文獻
- Vane-Wright RI, and de Jong R. 2003. The butterflies of Sulawesi: annotated checklist for a critical island fauna. Zoologische Verhandelingen 343: 1-267.

## 外部連結
- 维基共享资源上的相關多媒體資源：暮弄蝶屬
- Brower, Andrew V. Z. 2008. Burara Moore 1881. Parata Moore 1881 currently viewed as a subjective junior synonym. Version 06 June 2008 (under construction). http://tolweb.org/Burara/94263/2008.06.06 in The Tree of Life Web Project, http://tolweb.org/ （页面存档备份，存于） （英文）